# Passitea Crogi

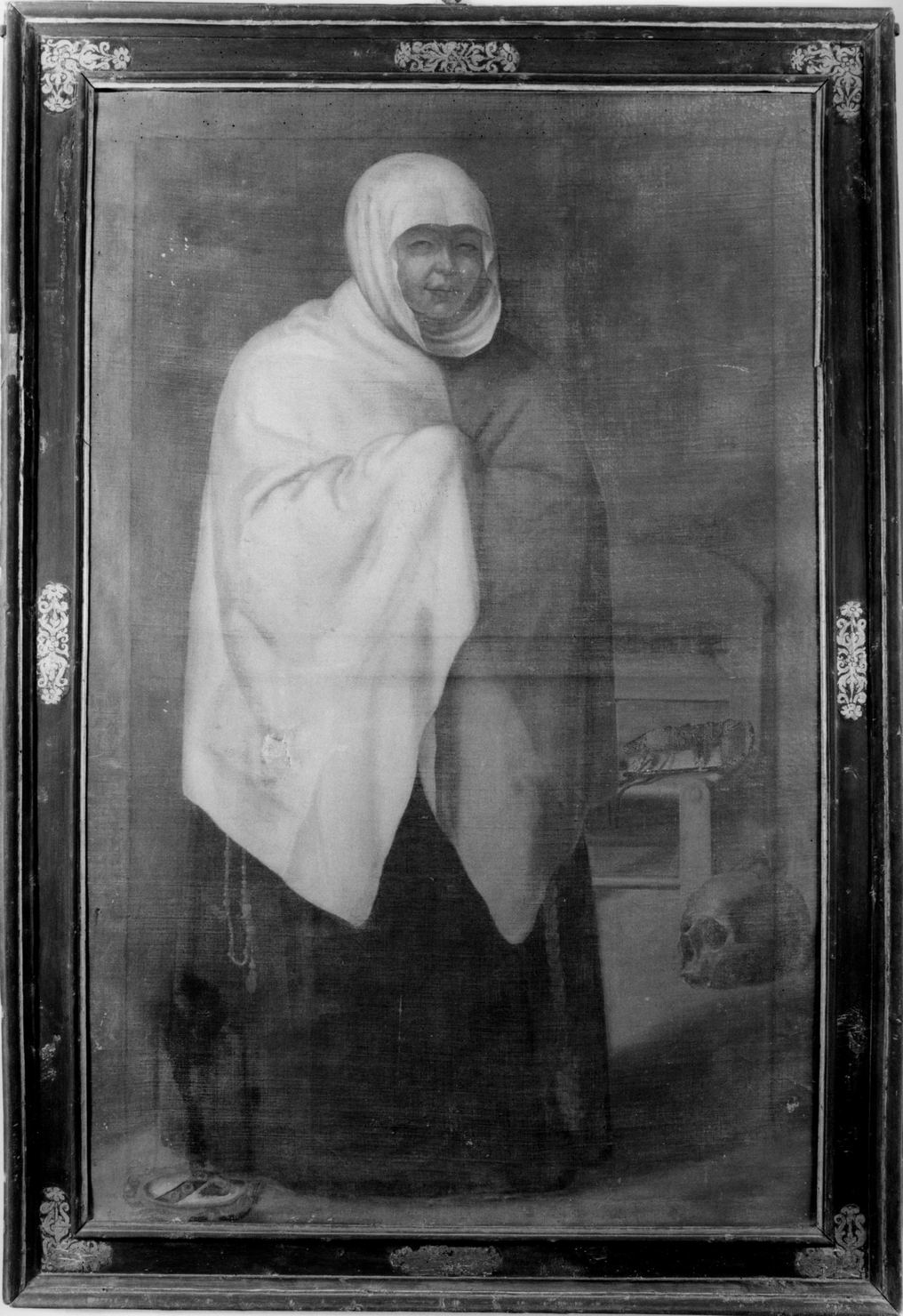
Dipinto raffigurante la madre Passitea Crogi di datazione incerta

La  Venerabile Serva di Dio Passitea Crogi (Siena, 13 settembre 1564 – Siena, 13 maggio 1615) è stata una religiosa italiana.

## Biografia
Nacque a Siena nel rione di Fontebranda da Pietro, pittore che dipinse alcune scene del Pagamento del baliatico nella sala del pellegrinaio dell'ospedale di Santa Maria della Scala e da Camilla Balgiani. Ebbe tre fratelli e quattro sorelle cui i genitori diedero nomi classicheggianti quali Achille, Cleopatra, Tullio, Lavinia, Tiberia, Alessandro, Cinzia.
Passitea, segnalatasi sin dalla giovinezza per una religiosità misticheggiante, fortemente propensa a pratiche di mortificazione corporale, tentò di costituire una congregazione religiosa femminile, uniformata alla regola dei cappuccini. L'iniziativa non accolse il favore dell'arcivescovo di Siena, Ascanio Piccolomini, che riteneva eccessivo, anche in ragione delle difficoltà economiche in città, il numero di conventi cittadini. Nonostante l'interesse e la protezione di alcune famiglie della corte fiorentina, attratte dalla personalità magnetica della Crogi, il suo scopo non fu raggiunto.
Nel 1597 si trasferì assieme a diciotto compagne a Firenze, dove fu apprezzata sia dalla granduchessa Cristina di Lorena che da Maria de' Medici, futura regina di Francia.
Intanto a Siena moriva l'arcivescovo Piccolomini e gli succedeva il cardinale Francesco Maria Tarugi che si adoperò per far tornare Passitea e le sue consorelle a Siena con lo scopo di realizzare quanto lei aveva chiesto al suo predecessore. Il 1º gennaio 1597, l'arcivescovo Tarugi emanò un documento, quale primo atto della nuova fondazione del convento di Sant'Egidio, reso solenne e definitivo, datato 21 luglio 1600, dal papa Clemente VIII, famoso per aver fatto giustiziare nello stesso anno Giordano Bruno e l'anno precedente Beatrice Cenci, oltre ad altre persone. Il convento e la relativa chiesa sarebbero stati distrutti nel 1910 per la costruzione del nuovo Palazzo Postelegrafico. Analoghi conventi della fondazione furono aperti a Santa Fiora e a Piombino.
Nel 1602 e nel 1609 la Crogi fu nuovamente a Parigi ospite di Maria de' Medici, a cui rimase sempre molto legata, esercitando influenza anche sulla dama di compagnia Leonora Galigai. In particolare, nel secondo viaggio, secondo la testimonianza di Bernardino Piccolomini nel 1617, che riferisce quanto detto dal vescovo di Tours, e come si legge nelle lettere della stessa monaca, la Crogi fece pressione sulla regina affinché allontanasse dalla corte il potente maresciallo Concino Concini e la moglie Leonora Galigai, invisi alla nobiltà francese a causa del potere e delle ricchezze accumulate. A riprova di ciò, nel 1617 il primo fu ucciso e la seconda decapitata e bruciata per stregoneria mentre la regina fu esiliata nel Castello di Blois dal figlio Luigi XIII, divenuto re, che odiava i toscani che lei proteggeva.
Tornata a Siena, morì il 13 maggio 1615. Il processo per la canonizzazione non superò la fase diocesana a causa dei forti sospetti su probabili intrighi alla corte francese che indussero il nuovo papa Benedetto XIV, dopo aver tentato nuovamente di canonizzarla agli inizi del 1700, a non accoglierne la richiesta. Manoscritti sulla Crogi sono abbondanti, anche se sparsi in varie biblioteche in Italia e in Francia. Non esiste un elenco di tale documentazione. Copie manoscritte de La vita della venerabilissima Madre Passitea Crogi da Siena scritta dal molto Rev.do Padre Don Ventura Venturi da Siena Abbate Olivetano (sec. XVIII), scritta in base alle notizie lasciate da padre Domenico Marchi, confessore della Crogi, si trovano presso la Biblioteca Angelica di Roma e la Biblioteca degli Intronati di Siena.